# الصالحية (الفيوم)
قرية الصالحية هي إحدى القرى التابعة لمركز الفيوم في محافظة الفيوم في جمهورية مصر العربية. حسب إحصاءات سنة 2006، بلغ إجمالي السكان في الصالحية 12648 نسمة، منهم 6497 رجل و6151 امرأة.